# Karma (álbum de Winger)
Karma é o quinto álbum de estúdio da banda estadunidense Winger. O álbum foi lançado em 16 de outubro de 2009 na Europa e 27 de outubro nos Estados Unidos. Sobre o título do álbum, Kip Winger, integrante da banda, disse: "Nós estávamos discutindo o caminho muito interessante que a banda tem tomado e nós todos passamos por muitas coisas juntos. Então escolhemos Karma porque é uma palavra que resume a experiência de estar na banda".
Ele também afirmou: "Quando a chance de fazer uma nova gravação da Winger chegou, eu imaginei uma otimista e balançante que seria uma cruza entre o primeiro álbum da Winger e Pull. Então Reb e eu sentamos e escrevemos toda a música em mais ou menos um mês. Eu trabalhei por 6 meses para finalizá-la no clássico estilo da Winger".
Em 7 de agosto de 2009, Reb Beach escreveu em seu site: "Enfim, Kip e eu iniciamos a quinta gravação da Winger, e eu acho que todos vocês ficarão felizes com ela. Eu vou a Nashville semana que vem para finalizar as guitarras. Tem um tempo bem acelerado, coisa do Mötley Crüe. As melodias são, você sabe, festivas, animadas, dançantes. Ela tem chances de ser a melhor gravação da Winger até agora, então vocês verão. Eu fiz o melhor solo da minha carreira no final da música Headed for a Heartbreak, isso eu sei! Dura dois minutos!!".

## Lista de faixas
| N.º | Título                 | Compositor(es) | Duração |  |
| 1.  | "Deal with the Devil"  | Beach/Winger   | 3:00    |  |
| 2.  | "Stone Cold Killer"    | Beach/Winger   | 2:45    |  |
| 3.  | "Big World Away"       | Beach/Winger   | 3:50    |  |
| 4.  | "Come a Little Closer" | Beach/Winger   | 2:50    |  |
| 5.  | "Pull Me Under"        | Beach/Winger   | 3:20    |  |
| 6.  | "Supernova"            | Beach/Winger   | 6:17    |  |
| 7.  | "Always Within Me"     | Beach/Winger   | 4:15    |  |
| 8.  | "Feeding Frenzy"       | Beach/Winger   | 3:00    |  |
| 9.  | "After All This Time"  | Beach/Winger   | 6:24    |  |
| 10. | "Witness"              | Beach/Winger   | 6:59    |  |

| N.º | Título                        | Compositor(es) | Duração |  |
| 11. | "First Ending" (instrumental) | Beach/Winger   | 2:07    |  |

## Integrantes

### Banda
- Kip Winger: vocal, baixo e teclado
- Reb Beach: vocal e guitarra
- John Roth: vocal e guitarra
- Rod Morgenstein: bateria e piano em First Ending

### Integrantes adicionais
- Michael Chapdelaine - guitarra em First Ending